# 普拉迪利亚德埃夫罗
普拉迪利亚德埃夫罗，是西班牙阿拉贡自治区萨拉戈萨省的一个市镇。 总面积25平方公里，总人口628人（2001年），人口密度25人/平方公里。